# Boubacar Kamara
Boubacar Kamara (Marselha, 23 de novembro de 1999) é um futebolista francês que atua como volante. Atualmente joga no Aston Villa.

## Carreira
Nascido em Marselha, na França, Kamara juntou-se ao time juvenil do Olympique de Marseille em 2005, onde fez todo o seu treinamento.
Ele fez sua estreia como profissional para o Marseille em 13 de dezembro de 2016, durante a temporada 2016-17, em uma partida de Copa da Liga contra o FC Sochaux-Montbéliard.
No dia 23 de maio de 2022 foi anunciado oficialmente como novo jogador do Aston Villa.